# Раппаханнок (река)

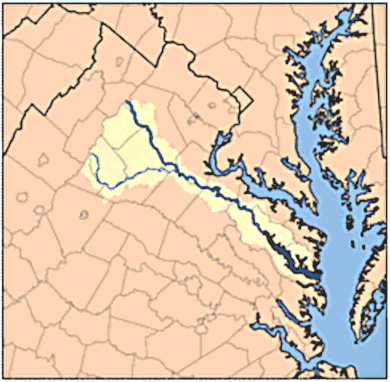
река Раппаханнок

Раппаханнок (англ. Rappahannock River) — река на востоке штата Виргиния, США.
Название реки происходит от алгонкинского слова «лаппиханне» (также транслитерируется как «топпеханнок»), что означает «вода, которая быстро поднимается». Название использовалось жившим в долине реки племенем раппаханнок.
Река берёт начало в горах Блу-Ридж системы Аппалачи и, протекая в юго-восточном направлении, впадает в Чесапикский залив. Площадь бассейна — 7405 км², длина русла — 296 км.
В устье реки развито рыболовное хозяйство, выращивание устриц и вылов крабов.